# Лас-Вегас (комарка)

Лас-Вегас (исп. Comarca de Las Vegas)  — район (комарка) в Испании, входит в провинцию Мадрид в составе автономного сообщества Мадрид.

## Муниципалитеты
1. Амбите
2. Аранхуэс
3. Бельмонте-де-Тахо
4. Бреа-де-Тахо
5. Карабания
6. Чинчон
7. Сьемпосуэлос
8. Кольменар-де-Ореха
9. Эстремера
10. Фуэнтидуэния-де-Тахо
11. Мората-де-Тахуния
12. Оруско-де-Тахуния
13. Пералес-де-Тахуния
14. Сан-Мартин-де-ла-Вега
15. Тьельмес
16. Титульсиа
17. Вальдарасете
18. Вальделагуна
19. Вальдилеча
20. Вильяконехос
21. Вильяманрике-де-Тахо
22. Вильяр-дель-Ольмо
23. Вильярехо-де-Сальванес